# UFC Fight Night: Moreno vs. Albazi
UFC Fight Night: Moreno vs. Albazi (también conocido como UFC Fight Night 246 y UFC on ESPN+ 104) fue un evento de artes marciales mixtas producido por Ultimate Fighting Championship que se llevó a cabo el 2 de noviembre de 2024 en el Rogers Place en Edmonton, Alberta, Canadá.

## Historia
El evento marcó la tercera visita de la promoción a Edmonton y la primera desde UFC 240 en julio de 2019.
Se espera que una pelea de peso mosca entre el ex dos veces campeón de peso mosca de UFC Brandon Moreno y Amir Albazi encabece el evento. La pelea estaba inicialmente programada para UFC Fight Night: Magny vs. Prates, pero se trasladó a este evento poco después. Anteriormente se esperaba que se enfrentaran en UFC Fight Night: Moreno vs. Royval 2 a principios de año, pero Albazi se retiró debido a una lesión en el cuello.
Una pelea de peso mosca femenina entre Erin Blanchfield y la ex dos veces campeona de peso paja femenina de UFC Rose Namajunas estaba originalmente programada para encabezar el evento. Sin embargo, en septiembre, se anunció que la pelea se trasladó al evento coprincipal, pero se espera que permanezca a cinco rondas.
Se esperaba que una pelea de peso pesado entre el ex retador al Campeonato Peso Pesado de UFC Derrick Lewis y Alexander Romanov sirviera como el evento coprincipal. Sin embargo, la organización optó por dividir la pareja, con Lewis enfrentándose a Jhonata Diniz y Romanov enfrentándose a Rodrigo Nascimento en su lugar. Después del pesaje, Lewis se vio obligado a retirarse de la pelea debido a problemas médicos no relacionados con el corte de peso, por lo que su pelea contra Diniz fue descartada.

## Bonificaciones
Los siguientes peleadores recibieron bonos de $50.000.
- Pelea de la Noche:  No se otorgó ninguna bonificación.
- Actuación de la Noche: Jasmine Jasudavicius, Dustin Stoltzfus, Charles Jourdain, y Youssef Zalal